# 조식 (조위)

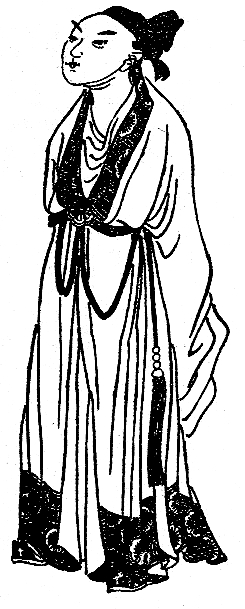
조식

위 진사왕 조식(魏 陳思王 曹植, 192년~232년 12월 27일(음력 11월 28일))은 중국 후한 말, 삼국시대 조위의 시인, 제후왕으로 자는 자건(子建), 패국 초현(譙縣) 사람이다. 조조의 5남으로 문재(文才)가 매우 뛰어나 조조, 조비와 '삼조(三曹)'라 일컬어졌다.
배잠(裴潛)은 조식은 시경, 논어, 초사에 밝았으며 문장을 짓는데 뛰어나 조조가 그의 재능을 가장 높게 평가하였으며 조비와 후계자 자리를 두고 경쟁할 정도로 훌륭한 능력이 있었다고 평했다.

## 생애

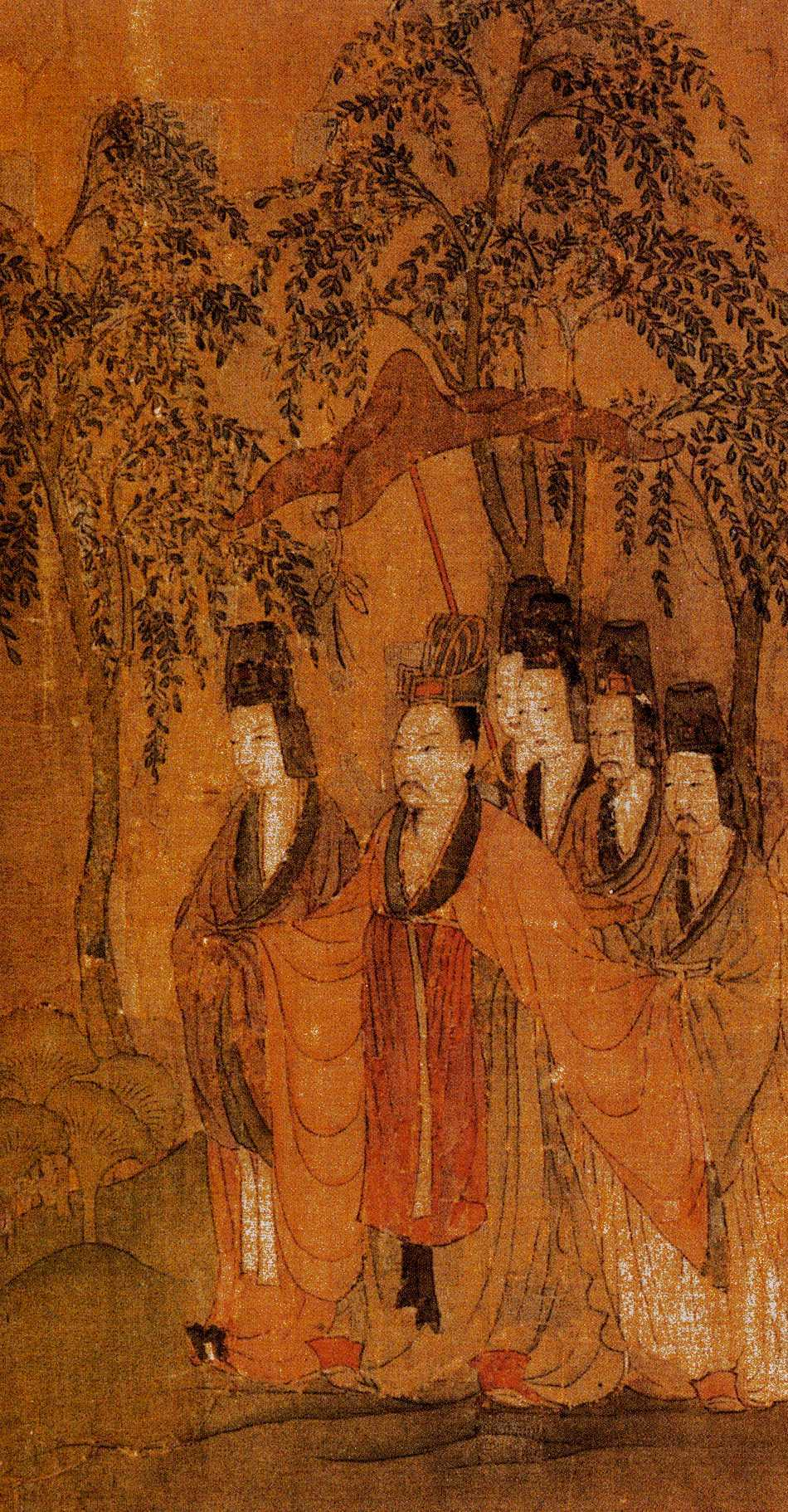
조식

### 조비와 후계 경쟁
처음에는 총명하며 문학에 재주가 많은 조식이 총애를 받았으나, 조비에 비하면 처세가 좋지 않고 음주에도 절제가 없는 모습을 보이며 수레를 타고 천자만이 다니는 길을 지나갔던 사건 때문에 후계자에서 멀어지게 되었다고 한다. 게다가 조식을 중심으로 커진 세력을 경계한 조조가 조식을 보좌하는 양수를 주살하자 조식의 영향력이 감소하게 되었다. 결정적으로 조인이 번성에서 관우에게 포위당했을 때 조조가 조식을 장군으로 임명해 보내려고 불렀는데, 술에 취해 이를 받들지 못 하는 일까지 생겨 그의 직위는 박탈되었다. 《삼국지》 진사왕식전에 인용된 《위씨춘추》에서는, 조비가 술을 먹여 억지로 취하게 했다고 한다.

### 분봉국으로 퇴거
조비가 왕위에 오르고 나자, 양수와 함께 조식의 보좌를 맡던 세력들도 다 조비에게 죽임을 당하여 조식은 자기 봉국으로 돌아갈 수밖에 없었다. 봉국에서 조식은 자주 장문의 상소를 올려 나라의 일에 대해 논하며 자신의 재능을 펼칠 관직을 청했으나 번번이 거절당했고, 아내가 살해당하고 연이어 딸도 잃는 등 절망하고 근심 속에 살다가 41세의 나이로 세상을 떠났다.

### 자주 분봉국이 바뀌는 수난
유명한 일화로 조비가 제위에 오르자 조식을 죽이기 위해 일곱 걸음을 걷는 동안 시를 지어 읊어보라고 했다. 조식이 시를 짓지 못한다면 죽일 것이라고 하였다. 조식은 "콩을 삶아 콩국 끓이네(煮豆燃豆萁), 콩물을 걸러 즙을 만드네(漉菽以為汁), 콩깍지는 솥 아래 타고 있고(萁在釜下然), 콩은 솥 안에서 눈물짓네(豆在釜中泣). 본래는 같은 뿌리에서 났건만(本自同根生), 서로 지지기가 어찌 이리 급한가(相煎何太急)"라고 노래한 7보의 시(七步之詩)를 지었고 이에 조비는 깊이 깨달은 바 있어 그를 살려주었다고 한다. 이는 전설이라고 전하지만 상징적이다. 조식은 조비의 경쟁자였기에 항상 봉지가 바뀌었고, 결국 진군왕으로서 생애를 마쳤다.

## 문학 세계
일찍부터 문재(文才)가 있어 업도의 동작대(銅雀臺)를 노래한 부(賦)는 형들을 능가하여 부친의 총애를 받았다. 우수(憂愁), 감시와 속박에 대한 반항이 강했고, 또한 마음속에 침잠(沈潛)시켜서 5언의 시로 결정시켜, 5언시의 기초를 굳혔다. 악부에도 훌륭한 작품을 남겼으며, 천부의 재능은 증답시(贈答詩)에서의 주제의 확대, 고도의 서정성의 발휘, 화려한 수사 등 다방면에 걸쳤고, 강개의 기가 넘치는 건안의 풍골은 그로써 대표된다.
조식의 생애는 조조가 죽은 해를 기준으로 전기와 후기로 나눌 수 있다. 전기(前期)의 대표적인 작품인「백마편(白馬篇)」에서 조식은 나라를 위해 큰일을 하는 유협아(遊俠兒)를 노래하였는데 이는 바로 자신의 심정을 읊은 것이기도 하다. 이런 강개한 지취(志趣)는 조식의 전 생애를 통해 계속 시에 나타난다.
그러나 후기에 오면 왕위를 놓고 조비와 겨루던 활동이 실패로 돌아간 뒤 많은 박해를 받으면서 그와 관련된 심정을 작품에 담았다. 조비가 즉위 초 조식의 친구들을 죽일 때 조식은 아무런 도움이 되지 못하는 자신의 신세를 한탄하였는데 이것은 「야전황작행(野田黃雀行)」 시에 잘 나타나 있다. 조식은 후기에 비록 명목상으로는 제후왕(諸侯王)이지만 10년 사이에 몇 번이나 임지를 옮겨야 했고 생활도 궁핍하였다. 이러한 사정 속에 조식은 곧잘 자신을 ‘굴러다니는 쑥［轉蓬］’에 비유하였다.
한편 그의 대표작 중의 하나인 「낙신부(洛神賦)」는 낙수(洛水)의 여신을 만나 연모의 정을 가지고 있으면서도 뜻을 이루지 못하는 안타까움을 표현하였는데 여기서 낙수의 여신이란 조비의 아내이자 그의 형수인 문소황후 견 씨이고 조식이 낙신부를 통해 견 씨에 대한 연모의 정을 드러냈다는 설도 있지만 확실하지는 않다.

## 기타
213년, 조식은 조조의 고향인 초현 주민들의 궁핍해진 생활과 황폐해진 고향의 모습을 안타까워하는 내용의 부(귀사부)를 지어 발표했다. 당시 조조는 초현을 대규모 군사 기지화한 상태였기 때문에 조식이 묘사했던 것처럼 초현의 지역 사회는 황폐해졌을 가능성이 높다. 문제는 조식이 이 귀사부를 발표한 것과 같은 해에 조비는 초현의 아름다운 경치를 찬미하는 임와부라는 부를 지어 발표했다는 것이다. 백성들이 궁핍한 삶을 사는 상황에서 조식은 그들의 삶에 관한 안타까움으로 조조를 비판하는 내용의 부를 적어 발표했지만 조비는 조조의 기분을 상하지 않기 위해 그에게 아부하는 내용의 부를 적어 발표한 것이다. 인간성에 문제가 많았던 조비와 달리 조식은 백성들을 착취하는 것에 대한 기본적인 인식부터가 조비와는 극명히 달랐다는 점에서 이것이 재조명받고 있다.
당장 조조 사후 한 일만 봐도 이를 알 수 있는데, 조비는 황제에 오른 후에 초 땅이 자신이 고향이라면서 백성들을 척박한 초 땅으로 강제로 이주시켜 둔전을 시행해 고향을 번영시키려고 했다. 그러자 노육은 그곳에서의 백성들의 빈곤한 생활을 보고 표를 올려 그들을 비옥한 양 땅으로 옮길 것을 건의하는데, 조비는 그의 말에는 따랐으나 마음속으로는 노육을 원망한다. 그리고 그를 좌천시켜 이주한 백성들을 관리하게 하고 수양전농교위에 임명한다. 조조가 초현을 군사 기지화한 것이 정말로 비판받아야 할 일인지에는 이견이 있으나 조조가 조비보다 조식을 총애한 것이 단순히 재능의 문제만은 아니라는 것을 보여준 사례라고 할 수 있다.

## 전기 자료
- 《삼국지》 권19, 〈위서〉19, 진사왕 조식

## 서지 사항
- 조식 지음, 이치수·박세욱 옮김, 《조자건집》, 소명출판, 2010년 9월 15일

## 가계
- 부 위왕 조조 (155년 - 220년)
- 모 무선황후 변씨 (160년 - 230년)

### 자녀
| 작위           | 시호   | 성명           | 생몰년        |
| -------------- | ------ | -------------- | ------------- |
| 고양공(高陽公) | 향(鄕) | 조묘(曹苗)     | 미상          |
| 제북왕(濟北王) | 정(定) | 조지(曹志)     | ? - 288년     |
|                |        | 조금호(曹金瓠) | 212년 - 213년 |
|                |        | 조행녀(曹行女) | 214년 - 215년 |

## 같이 보기
- 삼국지 인물 목록